# NGC 64
Az NGC 64 egy spirálgalaxis a Cetus (Cet) csillagképben.

## Felfedezése
Az NGC 64 galaxist Lewis A. Swift fedezte fel 1886. október 21-én.

## Tudományos adatok
A galaxis 7312 km/s sebességgel távolodik tőlünk.